# Betina Faist
Betina I. Faist (n. 1966) es una orientalista argentina-alemana.

## Biografía
Betina Faist estudió historia en la Facultad de Filosofía y Letras de la Universidad de Buenos Aires entre 1984 y 1991. Completó sus estudios con una maestría. Desde 1991 a 1997 estudió en el Seminario de Oriente Antiguo de la Universidad de Tubinga. En 1998 bajo la dirección de Wolfgang Röllig completó su doctorado con una tesis sobre el comercio del imperio asirio medio entre los siglos XIV y XI a. C. Entre 1998 y 2000 continuó su investigación en Tubinga sobre las interrelaciones culturales y el desarrollo de la civilización desde el Neolítico hasta el Imperio Romano.
En 2000, Faist se convirtió en asistente de investigación en el proyecto Assur en la Freie Universität Berlin, donde trabajó con documentos legales y administrativos neoasirios de Assur en el Berliner Vorderasiatischen Museum. Permaneció allí hasta 2010, cuando se trasladó al Departamento de Asiriología del Departamento de Lenguas y Culturas del Cercano Oriente de la Universidad de Heidelberg como Consejera Académica. Allí consiguió su habilitación en 2017 con una tesis sobre la jurisprudencia asiria en el primer milenio a. C.
Desde 1997 Faist también ha estado trabajando como filóloga para la excavaciones arqueológicas en Emar, Siria, financiada por la  Deutschen Forschungsgemeinschaft. Sus investigaciones se centran en el norte de Mesopotamia y Siria en el segundo milenio a. C. y Asiria en el primer milenio a. C.

## Publicaciones
- Der Fernhandel des assyrischen Reiches zwischen dem 14. und 11. Jahrhundert v. Chr. (= Alter Orient und Altes Testament. Band 265). Ugarit-Verlag, Münster 2001, ISBN 3-927120-79-0.
- Herausgeberin con Hartmut Blum, Peter Pfälzner y Anne-Maria Wittke: Brückenland Anatolien? Ursachen, Extensität und Modi des Kulturaustausches zwischen Anatolien und seinen Nachbarn. Attempto, Tübingen 2002, ISBN 3-89308-346-4.
- Neuassyrische Rechtsurkunden III. (= Wissenschaftliche Veröffentlichungen der Deutschen Orient-Gesellschaft. Band 110). SDV, Saarwellingen 2005, ISBN 3-930843-95-1.
- Herausgeberin con Margarete van Ess y Reinhard Dittmann: „Es ist schon lange her. Das freut uns um so mehr“. Vorderasiatische Beiträge für Uwe Finkbeiner (= Baghdader Mitteilungen. Band 37). Philipp von Zabern, Mainz 2006.
- Alltagstexte aus neuassyrischen Archiven und Bibliotheken der Stadt Assur (= Studien zu den Assur-Texten. Band 3). Harrassowitz, Wiesbaden 2007, ISBN 978-3-447-05647-2.
- Keilschrifttexte aus neuassyrischer Zeit, Teil 4. Neuassyrische Rechtsurkunden IV (= Wissenschaftliche Veröffentlichungen der Deutschen Orient-Gesellschaft. Band 132). SDV, Saarwellingen 2010, ISBN 978-3-447-06458-3.